# 奥利维娅·赖特
奥利维娅·赖特（英語：Olivia Wright，1990年10月12日—），澳大利亚女子跳水运动员。她曾代表澳大利亚参加2010年英联邦运动会跳水比赛，获得女子双人3米跳板铜牌和女子1米跳板第5名。